# Tripedalia cystophora
Espèce
Tripedalia cystophora est une espèce de cuboméduses, de la famille des Tripedaliidae. De petite taille, elle vit dans la mer des Caraïbes et l'Indo-Pacifique central (en).

## Description
La cloche de la forme pélagique de Tripedalia cystophora est un dôme d'environ 1 cm de diamètre, légèrement plus large que haut et au sommet aplati. À la base de la cloche, trois tentacules partent de chacun des quatre coins. La surface externe de la cloche est granulée de petites structures ressemblant à des verrues, armées de nématocystes. À environ un quart de la hauteur de la cloche se trouvent quatre rhopalies, des structures cylindriques comportant des cellules sensibles à la lumière. Vers la moitié de la hauteur de la cloche, les quatre gonades aplaties sont visibles à l'intérieur de la cloche. Le dessous de la cloche est partiellement resserré par un vélarium,[2] un anneau horizontal de tissu,[3] et au centre se trouve un manubrium, une structure en forme de tube qui pend avec la bouche à son extrémité.[4] Cette méduse-boîte est de couleur brun jaunâtre translucide.[2]
Tripedalia cystophora une méduse cubique d'environ 1 cm de diamètre, avec trois tentacules à chaque coin. Elle a un estomac court, avec 4 larges poches gastro-vasculaires menant aux canaux radiaux. Sa bouche est en forme de croix. Elle est transparente, avec des tentacules couleur brun-jaunâtre.

## Système sensoriel

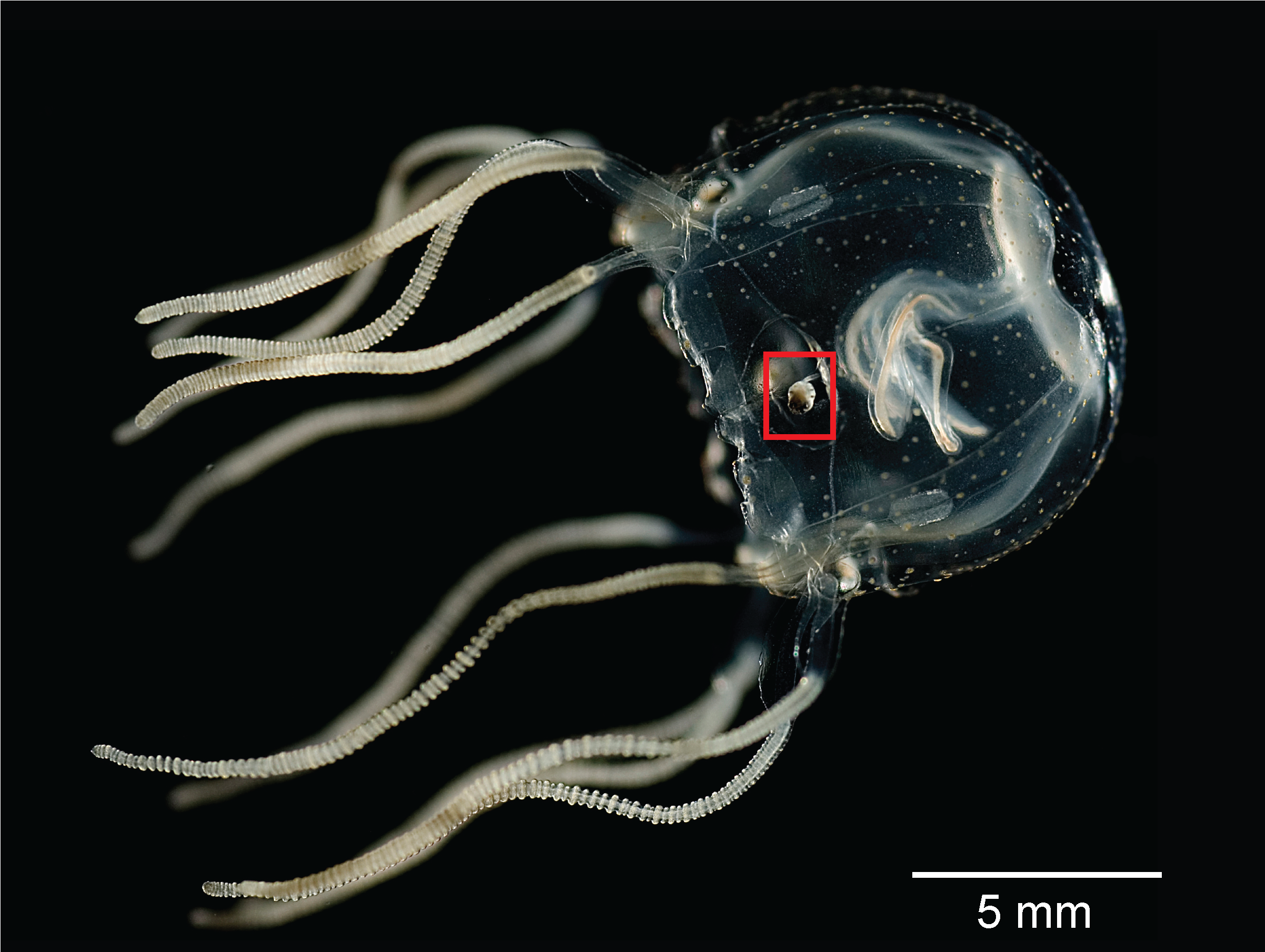
T. cystophora, en rouge est indiquée une des rhopalies. (photo PLOS One)

Le système visuel de toutes les méduses est distribué à quatre pôles sensoriels, appelés rhopalies, portant chacun six yeux, dont certains avec des lentilles semblables au cristallin. Chaque rhopalie contient un œil regardant vers le haut (œil supérieur), un œil regardant obliquement vers le bas (l'œil lentille inférieur), une paire d'yeux à ciel sans lentilles regardant vers le haut (yeux fosses) et une paire de lentilles en forme de fentes regardant obliquement vers le bas (yeux bridés).
Bien que dépourvue de cerveau, cette espèce est capable d'apprentissage avancé en associant deux stimuli,.

## Habitat
Cette cuboméduse vit dans les mangroves des Caraïbes.

## Biologie

### Déplacement
Les méduses doivent naviguer vers les puits de lumière où leurs proies se rassemblent et maintenir leur position à l'intérieur, éviter les obstacles dans l'eau, ainsi qu'utiliser des indices visuels vus à travers la surface de l'eau pour trouver leur chemin de retour à la mangrove quand celle-ci est délavée.
Pour chacun de ces comportements au travail, l'animal doit être en mesure de contrôler sa vitesse et sa direction. Les cuboméduses, comme les autres méduses, utilisent les contractions périodiques de la cloche pour se propulser dans l'eau. Il serait logique de supposer que les cuboméduses utilisent une certaine forme de jet de propulsion, mais cela n'a pas encore été prouvé. La taille de cloche, la hauteur et la largeur et la fréquence des contractions de la cloche de T. Cystophora rend plausible le fait qu'il n'utilise pas de propulsion par vraie réaction, mais une autre forme de propulsion.
La rapidité, l'efficacité et la direction de la natation au moyen de propulsion à réaction sont déterminées par la structure en forme de membrane qui resserre l'ouverture d'évacuation de la cloche. Une structure similaire existe à la fois dans les cuboméduses, où il est appelé un velarium, et chez les hydroméduses, où il est appelé un velum (voile). Une asymétrie dans la contraction du voile ou du velarium fait tourner les méduses et il a été démontré chez les hydroméduses que l'activité du voile augmente l'efficacité de leur natation.

### Alimentation
Tripedalia Cystophora se nourrit des petits copépodes de l'espèce Dioithona oculata qui pullulent entre les racines aériennes des palétuviers. Les copépodes se rassemblent dans les puits de lumière filtrant à travers les racines des palétuviers. Tripedalia Cystophora utilise son système visuel pour détecter les puits de lumière, mais il ne peut pas voir les copépodes eux-mêmes.